# IC 4964
IC 4964 је спирална галаксија у сазвјежђу Паун која се налази на листи објеката дубоког неба у Индекс каталогу.
Деклинација објекта је - 73° 53' 7" а ректасцензија 20h 17m 23,9s. Привидна величина (магнитуда) објекта IC 4964 износи 14,3 а фотографска магнитуда 15,0. Налази се на удаљености од 33,777 милиона парсека од Сунца. IC 4964 је још познат и под ознакама ESO 46-8, AM 2011-740, PGC 64432.